# 650 Amalasuntha
650 Amalasuntha је астероид главног астероидног појаса са средњом удаљеношћу од Сунца која износи 2,457 астрономских јединица (АЈ).
Апсолутна магнитуда астероида је 12,93 а геометријски албедо 0,050.